# Euro Beach Soccer League 2009
L'Euro Beach Soccer League 2009 è la 12ª edizione di questo torneo.

## Calendario
| Data         | Paese                  | Città                      | Stage   |
| ------------ | ---------------------- | -------------------------- | ------- |
| 10-12 luglio | Italia (bandiera)      | Lignano                    | Stage 1 |
| 17-19        | Inghilterra (bandiera) | Minehead                   | Stage 2 |
| 29-31 luglio | Francia (bandiera)     | Béziers                    | Stage 3 |
| 14-16 agosto | Italia (bandiera)      | Ostia                      | Stage 4 |
| 20-23 agosto | Portogallo (bandiera)  | Vila Real de Santo António | Finali  |

## Squadre partecipanti

### Divisione A
- Francia
- Polonia
- Spagna
- Italia

- Svizzera
- Portogallo
- Norvegia
- Russia

### Divisione B
- Andorra
- Inghilterra
- Romania
- Azerbaigian
- Germania

- Turchia 1
- Bielorussia
- Grecia
- Rep. Ceca
- Paesi Bassi

1. Ammessa automaticamente alla finale promozione.

## Stage 1

### Divisione A
| Team     | G | V | V+ | P | GF | GS | +/- | P |
| -------- | - | - | -- | - | -- | -- | --- | - |
| Russia   | 3 | 2 | 0  | 1 | 11 | 11 | 0   | 6 |
| Italia   | 3 | 1 | 1  | 1 | 14 | 12 | +2  | 5 |
| Svizzera | 3 | 1 | 0  | 2 | 18 | 11 | +7  | 3 |
| Polonia  | 3 | 1 | 0  | 2 | 8  | 17 | –9  | 3 |

| Squadra 1 | Risultato | Squadra 2 |
| --------- | --------- | --------- |
| Polonia   | 2-1       | Italia    |
| Russia    | 2-1       | Svizzera  |
| Italia    | 7-6 dts   | Svizzera  |
| Russia    | 5-4       | Polonia   |
| Italia    | 6-4       | Russia    |
| Svizzera  | 11-2      | Polonia   |

### Divisione B
| Team    | G | V | V+ | P | GF | GS | +/- | P |
| ------- | - | - | -- | - | -- | -- | --- | - |
| Romania | 2 | 2 | 0  | 0 | 8  | 3  | +5  | 6 |
| Grecia  | 2 | 1 | 0  | 1 | 11 | 4  | +7  | 3 |
| Andorra | 2 | 0 | 0  | 2 | 2  | 14 | –12 | 0 |

| Squadra 1 | Risultato | Squadra 2 |
| --------- | --------- | --------- |
| Grecia    | 9-1       | Andorra   |
| Romania   | 5-1       | Andorra   |
| Romania   | 3-2       | Grecia    |

## Stage 2

### Divisione A
| Team       | G | V | V+ | P | GF | GS | +/- | P |
| ---------- | - | - | -- | - | -- | -- | --- | - |
| Portogallo | 3 | 3 | 0  | 0 | 27 | 11 | +16 | 9 |
| Svizzera   | 3 | 1 | 0  | 2 | 16 | 16 | 0   | 3 |
| Norvegia   | 3 | 1 | 0  | 2 | 10 | 21 | –11 | 3 |
| Francia    | 3 | 1 | 0  | 2 | 9  | 14 | –5  | 3 |

| Squadra 1  | Risultato | Squadra 2 |
| ---------- | --------- | --------- |
| Francia    | 4-3       | Svizzera  |
| Portogallo | 11-3      | Norvegia  |
| Norvegia   | 5-3       | Francia   |
| Portogallo | 10-6      | Svizzera  |
| Portogallo | 6-2       | Francia   |
| Svizzera   | 7-2       | Norvegia  |

### Divisione B
| Team        | G | V | V+ | P | GF | GS | +/- | P |
| ----------- | - | - | -- | - | -- | -- | --- | - |
| Azerbaigian | 2 | 2 | 0  | 0 | 10 | 7  | +3  | 6 |
| Inghilterra | 2 | 1 | 0  | 1 | 7  | 7  | 0   | 3 |
| Germania    | 2 | 0 | 0  | 2 | 7  | 10 | –3  | 0 |

| Squadra 1   | Risultato | Squadra 2   |
| ----------- | --------- | ----------- |
| Azerbaigian | 6-4       | Germania    |
| Inghilterra | 4-3       | Germania    |
| Azerbaigian | 4-3       | Inghilterra |

## Stage 3

### Divisione A
| Team    | G | V | V+ | P | GF | GS | +/- | P |
| ------- | - | - | -- | - | -- | -- | --- | - |
| Spagna  | 3 | 2 | 0  | 1 | 13 | 8  | +5  | 6 |
| Russia  | 3 | 2 | 0  | 1 | 13 | 13 | 0   | 6 |
| Polonia | 3 | 1 | 0  | 2 | 15 | 15 | 0   | 3 |
| Francia | 3 | 0 | 1  | 2 | 9  | 14 | –5  | 2 |

| Squadra 1 | Risultato     | Squadra 2 |
| --------- | ------------- | --------- |
| Polonia   | 8-4           | Francia   |
| Spagna    | 6-3           | Russia    |
| Francia   | 2-2 (3-2 dcr) | Spagna    |
| Russia    | 6-4           | Polonia   |
| Spagna    | 5-3           | Polonia   |
| Russia    | 4-3           | Francia   |

### Divisione B
| Team        | G | V | V+ | P | GF | GS | +/- | P |
| ----------- | - | - | -- | - | -- | -- | --- | - |
| Bielorussia | 2 | 2 | 0  | 0 | 11 | 8  | +3  | 6 |
| Paesi Bassi | 2 | 1 | 0  | 1 | 12 | 12 | 0   | 3 |
| Rep. Ceca   | 2 | 0 | 0  | 2 | 14 | 17 | –3  | 0 |

| Squadra 1   | Risultato | Squadra 2   |
| ----------- | --------- | ----------- |
| Bielorussia | 4-2       | Paesi Bassi |
| Bielorussia | 7-6       | Rep. Ceca   |
| Paesi Bassi | 10-8      | Rep. Ceca   |

## Stage 4
| Team       | G | V | V+ | P | GF | GS | +/- | P |
| ---------- | - | - | -- | - | -- | -- | --- | - |
| Italia     | 3 | 2 | 0  | 1 | 25 | 16 | +9  | 6 |
| Spagna     | 3 | 2 | 0  | 1 | 21 | 15 | +6  | 6 |
| Portogallo | 3 | 1 | 1  | 1 | 23 | 15 | +8  | 5 |
| Norvegia   | 3 | 0 | 0  | 3 | 6  | 29 | –23 | 0 |

| Squadra 1  | Risultato | Squadra 2  |
| ---------- | --------- | ---------- |
| Italia     | 8-4       | Spagna     |
| Portogallo | 8-2       | Norvegia   |
| Portogallo | 9-6 dts)  | Italia     |
| Spagna     | 10-1      | Norvegia   |
| Italia     | 11-3      | Norvegia   |
| Spagna     | 7-6       | Portogallo |

## Classifica generale

### Divisione A
| Pos | Team       | G | V | V+ | P | GF | GS | +/- | P  |
| --- | ---------- | - | - | -- | - | -- | -- | --- | -- |
| 1   | Portogallo | 6 | 4 | 1  | 1 | 50 | 26 | +24 | 14 |
| 2   | Spagna     | 6 | 4 | 0  | 2 | 34 | 23 | +11 | 12 |
| 3   | Russia     | 6 | 4 | 0  | 2 | 24 | 24 | 0   | 12 |
| 4   | Italia     | 6 | 3 | 1  | 2 | 39 | 28 | +11 | 11 |
| 5   | Svizzera   | 6 | 2 | 0  | 4 | 34 | 27 | +7  | 6  |
| 6   | Polonia    | 6 | 2 | 0  | 4 | 23 | 32 | –9  | 6  |
| 7   | Francia    | 6 | 1 | 1  | 4 | 18 | 28 | –10 | 5  |
| 8   | Norvegia   | 6 | 1 | 0  | 5 | 16 | 50 | –34 | 3  |

### Divisione B
| Pos | Team        | G | V | V+ | P | GF | GS | +/- | P |
| --- | ----------- | - | - | -- | - | -- | -- | --- | - |
| 1   | Romania     | 2 | 2 | 0  | 0 | 8  | 3  | +5  | 6 |
| 2   | Bielorussia | 2 | 2 | 0  | 0 | 11 | 8  | +3  | 6 |
| 3   | Azerbaigian | 2 | 2 | 0  | 0 | 10 | 7  | +3  | 6 |
| 4   | Grecia      | 2 | 1 | 0  | 1 | 11 | 4  | +7  | 3 |
| 5   | Paesi Bassi | 2 | 1 | 0  | 1 | 12 | 12 | 0   | 3 |
| 6   | Inghilterra | 2 | 1 | 0  | 1 | 7  | 7  | 0   | 3 |
| 7   | Rep. Ceca   | 2 | 0 | 0  | 2 | 14 | 17 | –3  | 0 |
| 8   | Germania    | 2 | 0 | 0  | 2 | 7  | 10 | –3  | 0 |
| 9   | Andorra     | 2 | 0 | 0  | 2 | 2  | 14 | –12 | 0 |

## Finali promozione

### Squadre qualificate
- Bielorussia
- Azerbaigian
- Grecia
- Romania
- Turchia (Automaticamente ammessa alla finale)
- Norvegia (Ultima della divisione A)

#### Gruppo 1
| Team        | G | V | V+ | P | GF | GS | +/- | P |
| ----------- | - | - | -- | - | -- | -- | --- | - |
| Romania     | 2 | 2 | 0  | 0 | 8  | 5  | +3  | 6 |
| Bielorussia | 2 | 0 | 1  | 1 | 5  | 6  | –1  | 2 |
| Turchia     | 2 | 0 | 0  | 2 | 6  | 8  | –2  | 0 |

| Squadra 1   | Risultato     | Squadra 2   |
| ----------- | ------------- | ----------- |
| Romania     | 5-3           | Turchia     |
| Bielorussia | 3-3 (2-1 dcr) | Turchia     |
| Romania     | 3-2           | Bielorussia |

#### Gruppo 2
| Team        | G | V | V+ | P | GF | GS | +/- | P |
| ----------- | - | - | -- | - | -- | -- | --- | - |
| Grecia      | 2 | 2 | 0  | 0 | 13 | 3  | +10 | 6 |
| Azerbaigian | 2 | 1 | 0  | 1 | 6  | 7  | –1  | 3 |
| Norvegia    | 2 | 0 | 0  | 2 | 3  | 12 | –9  | 0 |

| Squadra 1   | Risultato | Squadra 2   |
| ----------- | --------- | ----------- |
| Grecia      | 8-1       | Norvegia    |
| Grecia      | 5-2       | Azerbaigian |
| Azerbaigian | 4-2       | Norvegia    |

#### Finale 5º posto
| Squadra 1 | Risultato | Squadra 2 |
| --------- | --------- | --------- |
| Turchia   | 4-0       | Norvegia  |

#### Finale 3º posto
| Squadra 1   | Risultato | Squadra 2   |
| ----------- | --------- | ----------- |
| Bielorussia | 3-2 dts   | Azerbaigian |

#### Finale promozione
| Squadra 1 | Risultato | Squadra 2 |
| --------- | --------- | --------- |
| Romania   | 5-2       | Grecia    |

#### Classifica finale Divisione B
| Rank | Team        |                           |
| ---- | ----------- | ------------------------- |
| 1    | Romania     | Promossa in Divisione A   |
| 2    | Grecia      | Rimane in divisione B     |
| 3    | Bielorussia | Rimane in divisione B     |
| 4    | Azerbaigian | Rimane in divisione B     |
| 5    | Turchia     | Rimane in divisione B     |
| 6    | Norvegia    | Retrocessa in divisione B |

## Finali

### Squadre qualificate
- Italia
- Polonia
- Portogallo
- Svizzera
- Spagna
- Russia

#### Gruppo 1
| Team     | G | V | V+ | P | GF | GS | +/- | P |
| -------- | - | - | -- | - | -- | -- | --- | - |
| Russia   | 2 | 0 | 2  | 0 | 7  | 5  | +2  | 4 |
| Spagna   | 2 | 1 | 0  | 1 | 11 | 8  | +3  | 3 |
| Svizzera | 2 | 0 | 0  | 2 | 6  | 11 | –5  | 0 |

| Squadra 1 | Risultato | Squadra 2 |
| --------- | --------- | --------- |
| Russia    | 3-2 dts   | Svizzera  |
| Spagna    | 8-4       | Svizzera  |
| Russia    | 4-3 dts   | Spagna    |

#### Gruppo 2
| Team       | G | V | V+ | P | GF | GS | +/- | P |
| ---------- | - | - | -- | - | -- | -- | --- | - |
| Portogallo | 2 | 2 | 0  | 0 | 14 | 7  | +7  | 6 |
| Italia     | 2 | 0 | 1  | 1 | 8  | 10 | –2  | 2 |
| Polonia    | 2 | 0 | 0  | 2 | 4  | 9  | –5  | 0 |

| Squadra 1  | Risultato | Squadra 2 |
| ---------- | --------- | --------- |
| Italia     | 3-2 dts   | Polonia   |
| Portogallo | 6-2       | Polonia   |
| Portogallo | 8-5       | Italia    |

#### Finale 5º posto
| Squadra 1 | Risultato | Squadra 2 |
| --------- | --------- | --------- |
| Svizzera  | 4-2       | Polonia   |

#### Finale 3º posto
| Squadra 1 | Risultato     | Squadra 2 |
| --------- | ------------- | --------- |
| Italia    | 4-4 (1-0 dcr) | Spagna    |

#### Finale 1º posto
| Squadra 1 | Risultato | Squadra 2  |
| --------- | --------- | ---------- |
| Russia    | 4-3       | Portogallo |

## Classifica Finale
| Pos | Team       |
| --- | ---------- |
| 1   | Russia     |
| 2   | Portogallo |
| 3   | Italia     |
| 4   | Spagna     |
| 5   | Svizzera   |
| 6   | Polonia    |